# A kék egér
A Kék egér 1999-ben futott magyar televíziós papírkivágásos animációs sorozat, amelyet a Stúdió Mikro Rt. készített (befejezési dátum: 1998). A sorozat epizódjait Bálint Ágnes írta, a forgatókönyveket Nagy Gyula készítette és írta, aki egyben a sorozat rendezője is volt, a zenéjét Mericske Zoltán szerezte, a producere Herendi János volt. Magyarországon az M1, az M2, a Duna TV és a Duna World tűzte műsorára.

## Ismertető
A történet egy egérről szól, akit Elemérnek hívnak. Elemér két rosszcsont fiúcska csapdájába esik. A gyerekek elkapták és kékre festették. A macskának akarták adni, de Elemér sikeresen megszökött. Mikor hazaér, nem ismerte fel se anyja sem testvére, ezért kitessékelték az egérlyukból. Nem volt mit ennie, ezért elindult világgá. Azután világjárása során sok barátot gyűjtött, de találkozott sok ellenséges lénnyel is. Egy napon a Csúnya Tündérnél talált menedéket. Ez vetett véget a vándorlásának. Végül az idők folyamán sok eső után leázott róla a festék. A történet szerint végül összeházasodott Elluskával, a mezei egérlánnyal, de a sorozatban ez már nem látható.

## Alkotók
- Rendezte és tervezte: Nagy Gyula
- Író: Bálint Ágnes
- Forgatókönyvíró: Nagy Gyula
- Dramaturg: Gál Mihály
- Zenéjét szerezte: Mericske Zoltán
- Operatőr: Bayer Ottmár
- Hangmérnök: Solymosi Ákos, Zsebényi Béla
- Zörej: Mericske Zoltán, Hortay Tamás, Schwimmer János
- Vágó: Völler Ágnes
- Figuratervező: Nagy Gyula
- Figura-kivitelezők: Kádár Kálmán, Falvai Andrea, Gősi Adrienne, Krakovszky Mária, Pintér Csilla
- Háttértervező: Nagy Gyula
- Háttérfestők: Kozma Tibor, Mike Tamás, Rétháti László
- Animátor: Zoltán Annamária, Kovács Mihály, Pintér Csilla, Doboki László
- Fővilágosító: Kazi Antal
- Munkatársak: Fillenz István, Pethő József
- Rendezőasszisztens: Jachimek Kriszta
- Szinkronasszisztens: Zöld Zsófia
- Fénymegadó: Balog Éva
- Gyártásvezető: Házkötő Zsuzsa, Kasznárné Nagy Éva
- Szinkronrendező: Andor Péter
- Produkciós vezető: Herendi János

A Magyar Televízió megbízásából a Stúdió Mikro Rt. készítette.

## Szereplők
- kék egér – Szerednyey Béla
- csiga – Szacsvay László
- csúnya tündér – Ullmann Zsuzsa
- tündérek – Nagy Anna, Bíró Anikó
- béka – Mikó István
- Miki Manó – Fekete Zoltán
- kígyó – Háda János
- tüskemanó – Gyabronka József
- szarka – Molnár Piroska
- tücsök – Papp János
- mókus – Boros Zoltán
- Elluska – Murányi Tünde
- kék egér testvére – Madarász Éva
- kék egér anyja – Halász Aranka
- Bőrkerág – Takátsy Péter
- Bőrkerág anyja – Bakó Márta
- Gerzson – Rosta Sándor
- Eugén – Bácskai János
- hiú rigó – Zsurzs Kati
- kutya – Szabó Sipos Barnabás
- Lórika – Maros Gábor
- falusi macska – Beregi Péter
- hernyó – Halmágyi Sándor
- pillangó – Balogh Erika
- vakond – ?
- cickány – Kisfalussy Bálint
- hörcsög – Horkai János
- rózsa – Tátrai Zita
- nyúl – Győri Péter
- tüskebokor – ?
- öreg mókus – Szabó Ottó
- varrótündér – Czigány Judit
- verebek – Mezei Kitty, Besenczi Árpád, Kocsis Mariann
- giliszták – Salinger Gábor, Zubornyák Zoltán

## Epizódok
| Évad | Évad | Részek száma | Részek száma | Eredeti sugárzás  | Eredeti sugárzás | Magyar adó       |
| Évad | Évad | Részek száma | Részek száma | Évadbemutató      | Évadzáró         | Magyar adó       |
| ---- | ---- | ------------ | ------------ | ----------------- | ---------------- | ---------------- |
|      | 1.   | 13           | 13           | 1999. január 10.  | 1999. április 4. | Magyar Televízió |
|      | 2.   | 13           | 13           | 1999. április 11. | 1999. július 4.  | Magyar Televízió |

### 1. évad (1999)
| Sor. | Év. | Cím                     | Premier           |
| ---- | --- | ----------------------- | ----------------- |
| 1.   | 1.  | Végzetes festék         | 1999. január 10.  |
| 2.   | 2.  | Bőrkerág                | 1999. január 17.  |
| 3.   | 3.  | Verebek                 | 1999. január 24.  |
| 4.   | 4.  | A hiú rigó              | 1999. január 31.  |
| 5.   | 5.  | A jó tanács             | 1999. február 7.  |
| 6.   | 6.  | A takarítónő kosara     | 1999. február 14. |
| 7.   | 7.  | Falusi macska           | 1999. február 21. |
| 8.   | 8.  | Szívtelen egér          | 1999. február 28. |
| 9.   | 9.  | A hímes réten           | 1999. március 7.  |
| 10.  | 10. | Mandolin a szemétdombon | 1999. március 14. |
| 11.  | 11. | A kis tónál             | 1999. március 21. |
| 12.  | 12. | A hörcsög malma         | 1999. március 28. |
| 13.  | 13. | Csúnya tündér           | 1999. április 4.  |

### 2. évad (1999)
| Sor. | Év. | Cím                | Premier           |
| ---- | --- | ------------------ | ----------------- |
| 14.  | 1.  | Tolakodó tündérek  | 1999. április 11. |
| 15.  | 2.  | A kismadár         | 1999. április 18. |
| 16.  | 3.  | Hajnali meglepetés | 1999. április 25. |
| 17.  | 4.  | A rettegő rózsa    | 1999. május 2.    |
| 18.  | 5.  | Az öreg mókus      | 1999. május 9.    |
| 19.  | 6.  | Pillangó a falon   | 1999. május 16.   |
| 20.  | 7.  | A válogatós kígyó  | 1999. május 23.   |
| 21.  | 8.  | Lepkeszárnyak      | 1999. május 30.   |
| 22.  | 9.  | A jó tréfa         | 1999. június 6.   |
| 23.  | 10. | Száll a labda      | 1999. június 13.  |
| 24.  | 11. | Zöldköves gyűrű    | 1999. június 20.  |
| 25.  | 12. | Beborul-kiderül    | 1999. június 27.  |
| 26.  | 13. | Erdő-szépe         | 1999. július 4.   |